# A Leitora
A Leitora (em francês:  La Liseuse), também conhecida como A Jovem Leitora (La Jeune Fille lisant), é uma pintura do século XVIII a óleo sobre tela do pintor francês Jean-Honoré Fragonard. Encontra-se exposta na Galeria Nacional de Arte, em Washington, Distrito de Colúmbia, nos Estados Unidos.

## Pintura
A pintura mostra uma jovem usando um vestido longo amarelo, de gola branca e um laço de fita púrpura na cabeça. Ela está sentada em uma cadeira com uma almofada nas costas e segura um livro com a mão direita. 
A obra é mais uma pintura de género, sendo um retrato da vida quotidiana burguesa. O nome da leitora é desconhecido, mas uma fotografia de raio-X revelou que a tela originalmente apresentava um olhar diferente da cabeça, na direção do visor, onde Fragonard pintou. É uma das pinturas realizadas de forma rápida pelo artista, que caracteriza as jovens mulheres, conhecidas como figuras de fantasia (figures de fantaisie).
A pintura não era uma obra académica completada, e, provavelmente, passou pelas mãos de vários colecionadores e comerciantes franceses. Foi comprada pelo cirurgião Théodore Tuffier antes de chegar aos Estados Unidos na década de 1930. Lá, pertenceu à coleção de Alfred W. Erickson, fundador da agência de publicidade McCann Erickson, em Nova Iorque, . A pintura foi herdada pela esposa, Anna Edith McCann Erickson, no ano de 1936. Depois que ela morreu, em 1961, a pintura acabou sendo comprada pela Galeria Nacional de Arte.
Outras obras de Fragonard podem ser inseridas no universo da educação no qual está a obra analisada, como A Lição de Música e O Estudo. Esse tema recebeu destaque na obra do pintor, sendo que, no Museu de Arte de São Paulo (MASP), a obra A Educação faz tudo é uma das mais referenciadas do pintor. Nota-se, ainda, que o universo da educação está atrelado ao da burguesia, levando em conta o contexto histórico ao qual o artista e as figuras retratadas pertenciam.